# Enciclopedia Treccani
Enciclopedia Treccani albo Enciclopedia Italiana di scienze, lettere ed arti (Włoska Encyklopedia wiedzy, literatury i sztuki) – włoska encyklopedia powszechna, której wydawanie rozpoczęto w 1929 w Rzymie.
Publikacją zajmuje się Istituto dell’Enciclopedia Italiana (Instytut Encyklopedii Włoskiej), założony w Rzymie 18 lutego 1925 przez Giovanniego Treccaniego i Giovanniego Gentilego. Wydanie encyklopedii uznawane jest za jedno z największych wspólnych dzieł badawczych w historii Włoch.
Giovanni Gentile, który był dyrektorem naukowym przedsięwzięcia, zaprosił do współpracy 3266 naukowców, wśród nich także Żydów i antyfaszystów. Autorom pierwszego wydania udało się zachować szeroką autonomię w redagowaniu encyklopedii, co nie było łatwe w okresie wzrastającego w siłę reżimu faszystowskiego. W skład komitetu wydawniczego weszli m.in.: filantrop Calogero Tumminelli (dyrektor wydawniczy), polityk i geochemik Gian Alberto Blanc, prawnik Pietro Bonfante, marszałek Luigi Cadorna, ekonomista Alberto De Stefani, historyk Gaetano De Sanctis, ekonomista Luigi Einaudi, malarz Vittorio Grassi, lekarz i zoolog Ettore Marchiafava, pisarz Ugo Ojetti, dziennikarz Francesco Salata, prawnik Vittorio Scialoja, admirał Paolo Emilio Thaon di Revel, przewodniczący senatu Tommaso Tittoni, filolog Antonino Pagliaro (główny redaktor). Większość z autorów podpisała się pod manifestem faszystowskim 21 kwietnia 1925.
Pierwsza edycja liczyła 35 tomów. W latach 1938–2015 wydawano suplementy. Od 2015 encyklopedia dostępna jest bezpłatnie w Internecie.